# Leverkusen
Pour les articles homonymes, voir Leverkusen (homonymie).

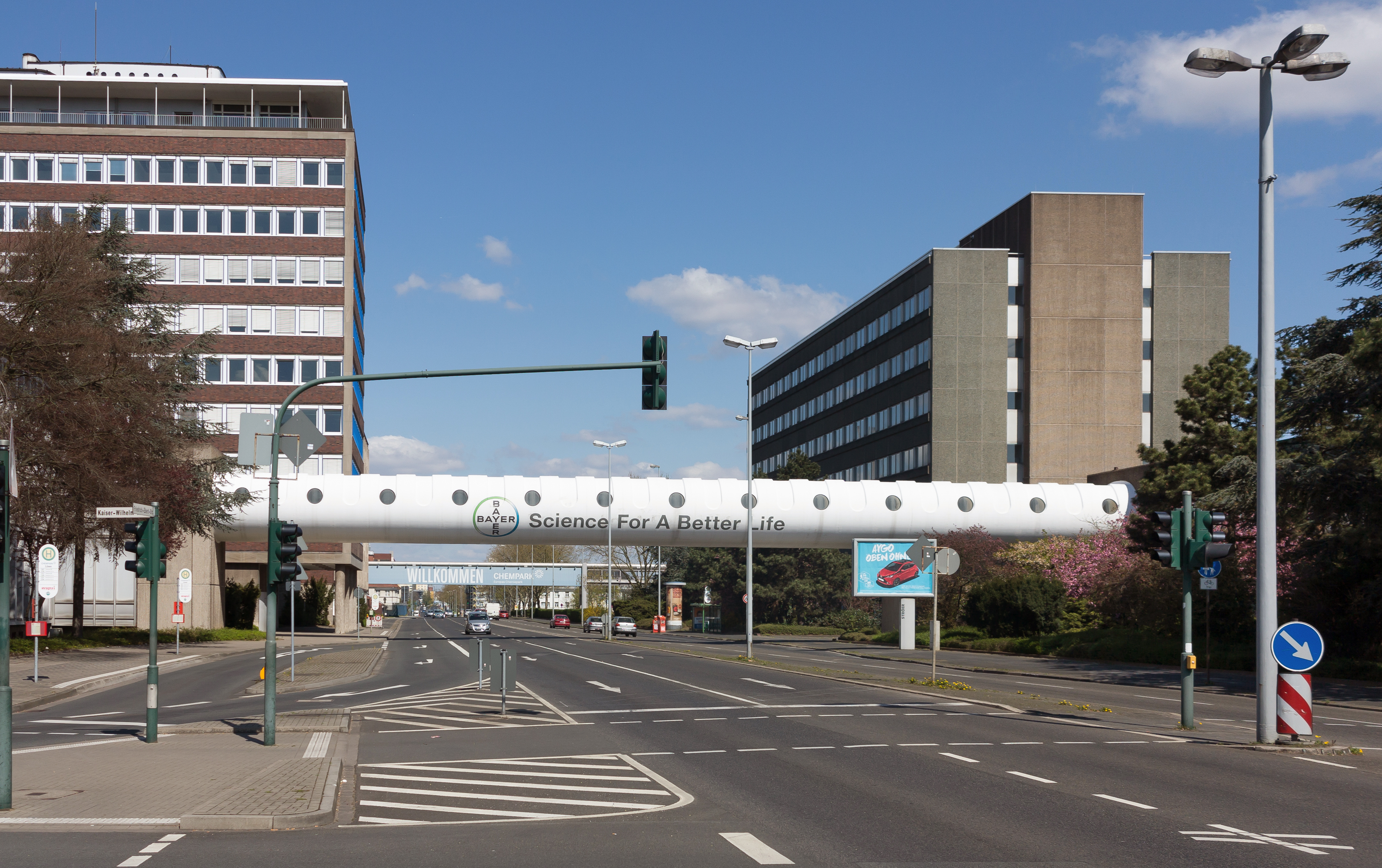

Leverkusen est une ville-arrondissement allemande en Rhénanie-du-Nord-Westphalie. Elle est située sur la rive orientale du Rhin, à mi-chemin entre Cologne et Düsseldorf. La ville compte un peu plus de 160 000 habitants.

## Histoire
| Appartenances historiques Comté de Berg 1150-1380 Duché de Berg 1380-1806 Grand-duché de Berg 1806-1813 Royaume de Prusse (Province de Juliers-Clèves-Berg) 1815-1822 Royaume de Prusse (Province de Rhénanie) 1822-1918 République de Weimar 1918-1933 Reich allemand 1933-1945 Allemagne occupée 1945-1949 Allemagne 1949-présent |

Leverkusen est une ville allemande née de la révolution industrielle. C’était une zone rurale jusqu’à la fin du XIXe siècle. La fondation de la ville actuelle remonte à 1930 seulement avec le rattachement des communes de Schlebusch, Steinbüchel et Rheindorf à l'ancienne ville de Wiesdorf. Le nom de Leverkusen est dû au chimiste et pharmacien Carl Leverkus, créateur d'une entreprise de colorants. Son entreprise fut absorbée par la société Bayer en 1891. Le siège social de la société ayant été transféré à Wiesdorf en 1912, la future ville de Leverkusen devint par la suite la capitale allemande de l’industrie chimique. Aujourd'hui la ville de Leverkusen est connue dans le monde entier grâce à la présence de cette société.
Une explosion dans une usine de traitement des déchets en juillet 2021 provoque la mort de sept ouvriers avec des conséquences pour l'environnement local en répandant dans l'atmosphère des composés de dioxine, des PCB et des furanes.

## Culture

### Théâtre
Dans la Bayer Erholungshaus ont lieu régulièrement de nombreux concerts et représentations théâtrales. Ce bâtiment fut édifié en 1908, mais en raison d'un incendie, il fut rénové et agrandi en 1977.
À ce lieu s'ajoute le Forum, construit en 1969. On y trouve toutes sortes de manifestations : concerts, représentations théâtrales, mais aussi de nombreuses expositions ou conférences.
À côté de ces deux infrastructures, il existe de plus petits groupes de théâtre (par exemple Das Junge Theater Leverkusen, le Matchbox Theater, le Caostheater ou les Studiobühne Leverkusen) qui eux aussi disposent de salles de représentations aménagées.

### Musées
- Schloss Morsbroich (château de Mosbourg) - musée d'art, château éponyme du comté de ce nom sous le Premier Empire français (comte de Mosbourg).
- Freudenthaler Sensenhammer - musée de l'industrie à Schlebusch
- Kolonie Museum - maison 1930, typique des quartiers résidentiels Bayer.
- Villa Römer - maison historique de la ville. Elle n'est pas en soi un musée, mais un lieu destiné aux expositions temporaires sur l'histoire de la ville ou de la région, ou tout autre travail historique.
- Gut Ophoven - parc avec expositions
- Diepentalsperre - barrage et site d'excursion

### Sport
| Club                    | Sport       | Fondé en | Ligue                                  | Stade       |
| ----------------------- | ----------- | -------- | -------------------------------------- | ----------- |
| Bayer Leverkusen        | Football    | 1904     | Bundesliga                             | BayArena    |
| Bayer Giants Leverkusen | Basket-ball | 1961     | Championnat d'Allemagne de basket-ball | Smidt-Arena |
| SVB Leverkusen          | Moto-Ball   | 1952     |                                        |             |

## Jumelages
Leverkusen est jumelée avec
- Oulu (Finlande) depuis 1968
- Bracknell Forest (Angleterre) depuis 1973
- Ljubljana (Slovénie) depuis 1979
- Nazareth Illit (Israël) depuis 1980
- Chinandega (Nicaragua) depuis 1986
- Schwedt (Allemagne) depuis 1989
- Racibórz (Pologne) depuis 2002
- Villeneuve-d'Ascq (France) depuis 2005
- Wuxi (Chine) depuis 2014[2]

## Économie
- Mazda Europe possède son siège social à Leverkusen[3].

## Personnalités liées à la ville
- Jean-Michel Agar (1771-1844), homme politique français du Premier Empire, comte de Mosbourg (Morsbroich).
- Carl Leverkus (1804-1889), chimiste et entrepreneur allemand. La ville de Leverkusen est nommée en son honneur.
- Ernst Oberdörster (1888-1972), homme politique communiste, résistant au nazisme, né dans le quartier d'Opladen.
- Otto Heckmann (1901-1983), astronome allemand, né au quartier d'Opladen.
- Kurt Alder (1902-1958), chimiste organicien allemand, colauréat du prix Nobel de chimie en 1950, directeur de recherche de la société Bayer Werke à Leverkusen.
- Golo Mann (1909-1994), écrivain, historien et philosophe allemand, mort à Leverkusen.
- Monika Mann (1910-1992), romancière allemande, fille de l'écrivain Thomas Mann, morte à Leverkusen.
- Wolf Vostell (1932-1998), artiste allemand, né à Leverkusen.
- Wilfried Maria Blum (1953-), céramiste allemand, né à Leverkusen.
- Dietmar Mögenburg (1961-), athlète allemand, ancien détenteur du record du monde du saut en hauteur, né à Leverkusen.
- Uwe Brauer (1962-), joueur allemand de basket-ball, né à Leverkusen.
- Gunther Behnke (1963-), joueur allemand de basket-ball, né à Leverkusen.
- Martina Sahler (1963), femme de lettres.
- Detlef Schrempf (1963-), joueur de basket-ball germano-américain, né à Leverkusen.
- Sabine Moussier (1966-), actrice allemande naturalisée mexicaine, née à Leverkusen.
- Uta Briesewitz (1967-), réalisatrice de télévision et directrice de la photographie allemande, née à Leverkusen.
- Jörg Bergmeister (1976-), pilote automobile allemand, né à Leverkusen.
- Markus Esser (1980-), athlète allemand, spécialiste du lancer du marteau, né à Leverkusen.
- Xabi Alonso entraîneur de l'équipe Bayer Leverkusen qui a réussi à remporter le titre de Bundesliga lors de la saison 2023/2024. Ce titre est le premier depuis la création du club en (1904).